# 함양 운곡리 은행나무
함양 운곡리의 은행나무는 대한민국의 천연기념물이다.
- 함양 운곡리의 은행나무 보관됨 2007-09-29 - 웨이백 머신 - 남북의 천연기념물
- 함양 운곡리의 은행나무 - 문화재청